# McPherson Peak
Der McPherson Peak ist ein 2200 m hoher Berg im westantarktischen Ellsworthland. In den Doyran Heights der Sentinel Range im Ellsworthgebirge ragt er an der Westflanke des Kopfendes des Remington-Gletschers auf.
Der United States Geological Survey kartierte ihn anhand eigener Vermessungen und Luftaufnahmen der United States Navy aus den Jahren von 1957 bis 1959. Das Advisory Committee on Antarctic Names benannte ihn 1961 nach William C. McPherson Jr., Funker auf der Amundsen-Scott-Südpolstation im Jahr 1958.